# Xavier Becerra
Xavier Becerra (Sacramento, 26 de gener de 1958) és un advocat i polític nord-americà, que ha estat representant del Partit Demòcrata a la Cambra de Representants dels Estats Units des de l'any 1993. Va representar el 31è districte del Congrés a l'estat de Califòrnia, els límits del qual queden completament dins de la ciutat de Los Angeles.

## Biografia
Becerra va néixer a Sacramento, Califòrnia de pares immigrants de classe obrera. Va estudiar a la Universitat de Salamanca el 1978-1979, obtenint la seva llicenciatura (BA) de la Universitat Stanford i el seu doctorat en dret (JD) de l'escola de dret de Stanford. Va treballar com a advocat i després a l'oficina del senador Art Torres. Després va passar a servir com Sotsdirector de la Procuradoria General de l'estat de Califòrnia. Becerra va servir com a representant a l'Assemblea de l'estat de Califòrnia durant un cicle electoral abans de prendre el seu lloc a la Cambra de Representants.
Becerra es va presentar com a candidat per a l'alcaldia de Los Angeles a 2001. Va guanyar 6% dels vots en la primera votació, un percentatge més baix que els de Joel Wachs i de l'antic Cap de l'Assemblea de l'estat de Califòrnia, Antonio Villaraigosa i de el guanyador de l'elecció, James Hahn.
És l'únic membre de Congrés el sud de Califòrnia amb lloc en el comitè governamental que supervisa les decisions i la legislació en matèria de finances. Becerra es presenta freqüentment com a convidat al programa de televisió sobre política anomenat Kudlow &amp; Company. Va ser protagonista en The Colbert Report, en el segment "Millor conèixer un districte", el 17 de agost de 2006.
Becerra és representant en el 110è Congrés dels Estats Units. Va considerar presentar-se com a candidat a el lloc de Cap del Comitè Demòcrata a la Cambra de Representants, però va optar per no fer-ho cedint-li el lloc a John Larrson. Poc després Rahm Emanuel va decidir presentar-se com a candidat per al lloc. També va ser nominat com a possible president de Comitè Demòcrata per a la campanya a Congrés. Va pronunciar la resposta dels demòcrates, en anglès i castellà, al President George W. Bush en 2007 després del seu discurs sobre l'estat de la unió.